# Ширсфельд
Ширсфельд (нім. Schiersfeld) — громада в Німеччині, розташована в землі Рейнланд-Пфальц. Входить до складу району Доннерсберг. Складова частина об'єднання громад Альзенц-Обермошель.
Площа — 7,07 км2. Населення становить 221 ос. (станом на 31 грудня 2020).